# 阿拉巴斯特 (亚拉巴马州)

阿拉巴斯特在亚拉巴马州的位置

阿拉巴斯特（Alabaster）是美国亚拉巴马州谢尔比县的一个城市。

## 地理
该城市的总面积为20.6平方英里。

## 人口统计
根据美国2000年人口普查，该城市共有22619人，8164户，6482个家庭。